# يوم وطني
اليوم الوطنيَ هو اليوم الذي يدل على احتفالاتَ البلاد. في أغلب الأحيان اليوم الوطني َيَكُونُ عطلة رسمية. اليوم الوطنيَ يُؤْخَذُ في أغلب الأحيان كتاريخ استقلال البلد. أكثر البلدانِ لها يوم وطني وحيد بالسّنة، مع ذلك لبعض الدول أكثر من يوم وطني بالسنة على سبيل المثال باكستان، لَها أكثر مِنْ يوم وطني واحد. إضافةً إلى ذلك، كُلّ مِنْ المنطقتين الإداريتينِ الخاصّتينِ بجمهورية الصين الشعبية، هونغ كونغ وماكو كلٌ لها يوم وطني مستقل عن الآخر.
أكثر البلدانِ لها تاريخ ثابت لليوم الوطني، لكن البعض الدول لها تواريخُ متغيرة. مثل جامايكا، التي تَحتفلُ بيومِها الوطنيِ في الإثنينِ الأولِ في أغسطس/آبِ. هذا يُحيي استقلالاً مِنْ المملكة المتّحدةِ في يوم الإثنين، 6 أغسطس/آبِ 1962 - الإثنين الأول في أغسطس/آبِ تلك السَنَةِ. تايلند، على سبيل المثال، تحتفل بيوم ميلاد الملكِ في 5 ديسمبر/كانون الثاني من عام 1970

## قائمة بالأيام الوطنية للدول
| الدولة                                                   | التاريخ                     | أهمية هذا التاريخ |
| -------------------------------------------------------- | --------------------------- | --- |
| أكاديا (كندا)                                            | 15 أغسطس                    | فُضِلَ يوم الافتراض في 24 يونيو لتذكر أن الأكاديين هم من نسل فرنسا وأمة منفصلة عن الكنديين الفرنسيين. |
| أفغانستان                                                | 19 أغسطس                    | استقلت عن سيطرة المملكة المتحدة على الشؤون الخارجية الأفغانية عام 1919. |
| ألبانيا                                                  | 28 نوفمبر                   | يوم العلم الألباني: رفع العلم الألباني في فلوره لإعلان إعلان الاستقلال الألباني في عام 1912. |
| آلدرني (الجزر البريطانية)                                | 15 ديسمبر                   | يوم العودة للوطن، عودة سكان الجزر بعد انتهاء الاحتلال الألماني لجزر القنال الإنجليزي خلال الحرب العالمية الثانية عام 1945. |
| الجزائر                                                  | 5 يوليو                     | يوم الاستقلال الجزائري في 1962. |
| ساموا الأمريكية (الولايات المتحدة)                       | 17 أبريل                    | يوم العلم الأمريكي، يحتفل بالتاريخ الذي أصبحت فيه ساموا الأمريكية أرضًا أمريكية ورفعت العلم الأمريكي لأول مرة في عام 1900، وكذلك تاريخ تبني علم ساموا الأمريكية في عام 1960. |
| أندورا                                                   | 8 سبتمبر                    | يوم سيدة ميريتكسيل، شفيع أندورا، توقيع Paréage of Andorra 1278. |
| أنغولا                                                   | 11 نوفمبر                   | الاستقلال من البرتغال في 1975. |
| أنجويلا (المملكة المتحدة)                                | 30 مايو                     | Anguilla Day; the beginning of the Anguillian Revolution in 1967 |
| أنتيغوا وباربودا                                         | 1 نوفمبر                    | Independence from the United Kingdom in 1981 |
| أراغون (إسبانيا)                                         | 23 أبريل                    | عيد القديس جاورجيوس, patron saint of Aragon and his Crown. An XIII legend holds that during the معركة الكرازة in 1096, Saint George appeared in support of Aragonese army force. |
| الأرجنتين                                                | 25 مايو                     | First National Government, the Spanish viceroy is removed and replaced by the Primera Junta during the ثورة مايو in 1810 |
| الأرجنتين                                                | 9 يوليو                     | إعلان الاستقلال الأرجنتيني, from Spain in 1816 |
| أرمينيا                                                  | 28 مايو                     | Republic Day, independence from the الجمهورية الترانسقوقازية الديمقراطية الاتحادية 1918 |
| أرمينيا                                                  | 21 سبتمبر                   | Independence from the الاتحاد السوفيتي recognised in 1991 |
| أروبا (مملكة هولندا)                                     | 18 مارس                     | Flag Day; adoption of the flag in 1976 |
| جزيرة أسينشين (المملكة المتحدة)                          | ثاني سبت في شهر يونيو       | |
| أستراليا                                                 | 26 يناير                    | يوم أستراليا الوطني, date of the founding of سيدني, the first European settlement in Australia, 1788 |
| النمسا                                                   | 26 أكتوبر                   | The إعلان الحياد of 1955 |
| أذربيجان                                                 | 28 مايو                     | Republic Day, independence from the الجمهورية الترانسقوقازية الديمقراطية الاتحادية 1918 |
| الأزور (البرتغال)                                        | 10 يونيو (Pentecost Monday) | Azores Day, gaining autonomy from Portugal in 1976. |
| باهاماس                                                  | 10 يوليو                    | Independence from the United Kingdom in 1973 |
| البحرين                                                  | 16 ديسمبر                   | Coronation Day of عيسى بن سلمان آل خليفة, the first ملك البحرين, in 1961 |
| بنغلاديش                                                 | 26 مارس                     | Independence Day ‏, declaration of independence from باكستان in 1971 |
| بنغلاديش                                                 | 16 ديسمبر                   | يوم النصر, the day the حرب الاستقلال البنغلاديشية ended in 1971 |
| باربادوس                                                 | 30 نوفمبر                   | Independence Day, from the United Kingdom in 1966 |
| بيلاروسيا                                                | 3 يوليو                     | يوم الاستقلال البلاروسي ‏, liberation of مينسك from German occupation by الاتحاد السوفيتي troops in 1944 |
| بلجيكا                                                   | 21 يوليو                    | اليوم الوطني في بلجيكا ‏, ليوبولد الأول ملك بلجيكا takes the oath as the first قائمة ملوك بلجيكا in 1831 |
| بلجيكا                                                   | 15 نوفمبر                   | King's Feast |
| بليز                                                     | 10 سبتمبر                   | The Battle of St. George's Caye Day commemorates the battle that occurred in 1798.[استشهاد دائري] |
| بليز                                                     | 21 سبتمبر                   | Independence from the United Kingdom in 1981 |
| بنين                                                     | 1 أغسطس                     | Independence from France in 1960 |
| برمودا (المملكة المتحدة)                                 | 24 مايو                     | Originally فيكتوريا ملكة المملكة المتحدة's birthday; now "Bermuda Day" to celebrate the islands' heritage and culture |
| بوتان                                                    | 17 ديسمبر                   | يوجين وانغشوك elected hereditary king in 1907 |
| بوليفيا                                                  | 6 أغسطس                     | Proclamation of Republic ‏ (independent from Spain) in 1825 |
| Federation of Bosnia and Herzegovina (البوسنة والهرسك)   | 1 مارس                      | Dan nezavisnosti; Proclamation of independence from Yugoslavia in 1992 |
| Federation of Bosnia and Herzegovina (البوسنة والهرسك)   | 25 نوفمبر                   | Statehood Day, formation of the State Anti-fascist Council for the National Liberation of Bosnia and Herzegovina in 1943 |
| بوتسوانا                                                 | 30 سبتمبر                   | Independence from the United Kingdom in 1966 |
| البرازيل                                                 | 7 سبتمبر                    | Dia da Independência ‏, declaration of independence from Portugal in 1822 |
| الجزر العذراء البريطانية (المملكة المتحدة)               | 1 يوليو                     | |
| بروناي                                                   | 23 فبراير                   | National Day, celebrating independence from the United Kingdom on 1984, which actually occurred on 1 يناير |
| قالب:بيانات بلد Brussels-Capital Region (بلجيكا)         | 8 مايو                      | Iris Festival [الإنجليزية] |
| بلغاريا                                                  | 3 مارس                      | Liberation Day, autonomy within Ottoman Empire 1878 |
| بوركينا فاسو                                             | 4 أغسطس                     | Change of name from جمهورية فولتا العليا in 1984 |
| بوركينا فاسو                                             | 5 أغسطس                     | Independence Day, from France in 1960 |
| بوروندي                                                  | 1 يوليو                     | Independence from Belgium in 1962 |
| كمبوديا                                                  | 9 نوفمبر                    | Independence from France in 1953 |
| الكاميرون                                                | 20 مايو                     | National Day ‏, creation of a unitary state in 1972 |
| كندا                                                     | 1 يوليو                     | يوم كندا, creation of a federal Canada from three British Dominions in 1867 |
| Catalonia (إسبانيا)                                      | 11 سبتمبر                   | National Day ‏, commemorates the حصار برشلونة during the حرب الخلافة الإسبانية in 1714 |
| الرأس الأخضر                                             | 12 سبتمبر                   | |
| جزر كايمان (المملكة المتحدة)                             | 1st Monday in يوليو         | |
| جمهورية أفريقيا الوسطى                                   | 1 ديسمبر                    | Made an autonomous territory within the French Community in 1958 |
| تشاد                                                     | 11 أغسطس                    | Independence from France in 1960 |
| تشيلي                                                    | 18 سبتمبر                   | The first Government Junta ‏ is created in 1810 |
| الصين                                                    | 1 أكتوبر                    | العيد الوطني لجمهورية الصين الشعبية (Proclamation of the People's Republic of China in 1949) |
| تايوان                                                   | 1 يناير                     | Founding Day of the Republic of China, establishment of the Provisional Government ‏ in 1912 |
| تايوان                                                   | 10 أكتوبر                   | Double Ten Day commemorating the 1911 انتفاضة ووهان that led to abolishment of the monarchy and founding of the Republic in China in 1911 |
| كولومبيا                                                 | 20 يوليو                    | إعلان استقلال كولومبيا from Spain in 1810 |
| جزر القمر                                                | 6 يوليو                     | Independence from France in 1975 |
| جمهورية الكونغو الديمقراطية                              | 30 يونيو                    | Independence from Belgium in 1960 |
| جمهورية الكونغو                                          | 15 أغسطس                    | Independence from France in 1960 |
| جزر كوك                                                  | 4 أغسطس                     | Self-government in free association with نيوزيلندا in 1965 |
| كوستاريكا                                                | 15 سبتمبر                   | Independence from the إسبانيا in 1821 |
| كرواتيا                                                  | 25 يونيو                    | يوم الدولة (كرواتيا), declaration of independence from جمهورية يوغوسلافيا الاشتراكية الاتحادية in 1991 |
| كوبا                                                     | 1 يناير                     | Liberation Day, الثورة الكوبية in 1959 |
| كوراساو (مملكة هولندا)                                   | 2 يوليو                     | The first elected island council is instituted in 1954 |
| قبرص                                                     | 1 أكتوبر                    | Independence from the United Kingdom in 1960 |
| التشيك                                                   | 28 أكتوبر                   | Independence from الإمبراطورية النمساوية المجرية (as تشيكوسلوفاكيا) in 1918 |
| التشيك                                                   | 28 سبتمبر                   | Czech Statehood day (Saint Wenceslas day) |
| ساحل العاج                                               | 7 أغسطس                     | Independence from France in 1960 |
| الدنمارك                                                 | 5 يونيو                     | (No official National Day; Constitution Day ‏ adoption of the Constitution of 1849) |
| الدنمارك                                                 | 15 يونيو                    | (No official National Day; Day of Valdemar, when the علم الدنمارك fell from the sky to bring victory to فالديمار الثاني over Estonia in the معركة ليندانيس in 1219; and Reunion Day ‏ when Southern Jutland reunited with Denmark in 1920)                                                     |
| جيبوتي                                                   | 27 يونيو                    | Independence from France in 1977 |
| دومينيكا                                                 | 3 نوفمبر                    | Independence from the United Kingdom in 1978 and discovery by كريستوفر كولومبوس in 1493 |
| جمهورية الدومينيكان                                      | 27 فبراير                   | حرب استقلال الدومينيكان from هايتي in 1844 |
| تيمور الشرقية                                            | 20 مايو                     | Independence from إندونيسيا in 2002 |
| الإكوادور                                                | 10 أغسطس                    | Proclamation of independence from Spain in 1809 |
| مصر                                                      | 23 يوليو                    | يوم الثورة، ثورة 23 يوليو 1952 |
| مصر                                                      | 6 أكتوبر                    | عيد القوات المسلحة، ذكرى بداية حرب أكتوبر المجيدة في 1973 والاحتفال بانتصارات الجيش المصري في حرب أكتوبر ضد إسرائيل |
| السلفادور                                                | 15 سبتمبر                   | Independence from the إسبانيا in 1821 |
| إنجلترا (المملكة المتحدة)                                | 23 أبريل                    | Day of St. George, patron saint of England. Sometimes proposed as National Day. |
| غينيا الاستوائية                                         | 12 أكتوبر                   | Independence from Spain in 1968 |
| إريتريا                                                  | 24 مايو                     | Eritrean People's Liberation Front (EPLF) fighters enter Asmara in 1991 and Eritrea becomes a de facto independent state; United Nations recognizes Eritrea's independence from إثيوبيا in 1993 after a UN-supervised referendum on nationhood.                                               |
| إستونيا                                                  | 24 فبراير                   | Independence Day ‏, declaration of independence from Russia in 1918 |
| إسواتيني                                                 | 6 سبتمبر                    | Independence Day, independence from the United Kingdom in 1968 |
| إثيوبيا                                                  | 28 مايو                     | Downfall of the Derg Day ‏, the Derg regime is defeated in 1991 |
| European Union                                           | 9 مايو                      | يوم أوروبا, commemorating the إعلان شومان of 1950 |
| جزر فوكلاند (المملكة المتحدة)                            | 14 أغسطس                    | Falklands Day, first recorded sighting of the islands in 1592 |
| جزر فوكلاند (المملكة المتحدة)                            | 14 يونيو                    | Liberation Day ‏, Liberation from احتلال جزر فوكلاند at the end of the حرب الفوكلاند in 1982 |
| جزر فارو (الدنمارك)                                      | 29 يوليو                    | Ólavsøka (أولاف الثاني's death at the Battle of Stiklestad in 1030): opening of the برلمان جزر فارو (parliament) session |
| فيجي                                                     | 10 أكتوبر                   | Fiji Day ‏, independence from the United Kingdom in 1970 |
| فنلندا                                                   | 6 ديسمبر                    | عيد استقلال فنلندا, declaration of independence from Russia in 1917 |
| Flanders (بلجيكا)                                        | 11 يوليو                    | Feestdag van de Vlaamse Gemeenschap, Battle of the Golden Spurs on 11 يوليو, 1302. |
| Florida (الولايات المتحدة)                               | 2 أبريل                     | Pascua Florida is day or week (as declared by the Governor) celebrating the founding of فلوريدا by خوان بونثي دي ليون on 2 أبريل, 1513. |
| فرنسا                                                    | 14 يوليو                    | يوم الباستيل (known as la Fête nationale in France), commemorating the اقتحام سجن الباستيل on 14 1789 يوليو |
| قالب:بيانات بلد French Community (بلجيكا)                | 27 سبتمبر                   | French Community Holiday |
| غويانا الفرنسية (فرنسا)                                  | 10 يونيو                    | التحرير من العبودية day |
| بولينزيا الفرنسية (فرنسا)                                | 29 يونيو                    | Internal Autonomy ‏ day |
| الغابون                                                  | 17 أغسطس                    | Independence from France in 1960 |
| غامبيا                                                   | 18 فبراير                   | Independence from the United Kingdom in 1965 |
| جورجيا                                                   | 26 مايو                     | Day of First Republic, declaration of independence from Russia in 1918 |
| ألمانيا                                                  | 3 أكتوبر                    | يوم الوحدة الألمانية, unification of ألمانيا الغربية and ألمانيا الشرقية in 1990 |
| قالب:بيانات بلد German-speaking Community (بلجيكا)       | 15 نوفمبر                   | Day of the German-speaking Community |
| غانا                                                     | 6 مارس                      | Independence from the United Kingdom in 1957 |
| جبل طارق (المملكة المتحدة)                               | 10 سبتمبر                   | Gibraltar National Day, people of Gibraltar vote to reject Spanish sovereignty or association in 1967 |
| اليونان                                                  | 25 مارس                     | Start of the حرب الاستقلال اليونانية against the الدولة العثمانية in 1821 |
| اليونان                                                  | 28 أكتوبر                   | Ohi Day, rejection of the Italian ultimatum of 1940 |
| جرينلاند (الدنمارك)                                      | 21 يونيو                    | (انقلاب شمسي) The National Day was introduced in 1983 as one of the Home Rule's traditions and is thus one of several expressions of national identity |
| غرينادا                                                  | 7 فبراير                    | Independence from United Kingdom in 1974 |
| جوادلوب (فرنسا)                                          | 27 مايو                     | التحرير من العبودية day |
| غوام (الولايات المتحدة)                                  | 21 يوليو                    | Liberation Day, American landing on Guam 1944, the beginning of the معركة غوام |
| غواتيمالا                                                | 15 سبتمبر                   | Independence from the إسبانيا in 1821 |
| غيرنزي (British Islands)                                 | 9 مايو                      | Liberation Day, the end of the الاحتلال الألماني لجزر القنال الإنجليزي in 1945 |
| غينيا                                                    | 2 أكتوبر                    | Independence from France in 1958 |
| غينيا بيساو                                              | 24 سبتمبر                   | Declaration of independence from Portugal in 1973 |
| غويانا                                                   | 23 فبراير                   | Mashramani, declaration of the Republic in 1970 |
| هايتي                                                    | 1 يناير                     | Declaration of independence ‏ from France in 1804 |
| Herm (British Islands)                                   | 9 مايو                      | Liberation Day, the end of the الاحتلال الألماني لجزر القنال الإنجليزي in 1945 |
| هندوراس                                                  | 15 سبتمبر                   | Independence from the إسبانيا in 1821 |
| هونغ كونغ (الصين)                                        | 1 يوليو                     | نقل سيادة هونغ كونغ in 1997 |
| المجر                                                    | 15 مارس                     | الثورة المجرية 1848 memorial day |
| المجر                                                    | 20 أغسطس                    | ستيفين الأول ملك المجر's day |
| المجر                                                    | 23 أكتوبر                   | الثورة المجرية 1956 memorial day |
| آيسلندا                                                  | 17 يونيو                    | العيد الوطني الإيسلاندي ‏, founding of the Republic and dissolution of the personal union with الدنمارك in 1944 |
| الهند                                                    | 26 يناير                    | اليوم الجمهوري, adoption of the دستور الهند in 1950 |
| الهند                                                    | 15 أغسطس                    | يوم الاستقلال from the الإمبراطورية البريطانية in 1947 |
| إندونيسيا                                                | 17 أغسطس                    | إعلان استقلال إندونيسيا (Hari Proklamasi Kemerdekaan R.I.) from اليابان and the هولندا in 1945 |
| إيران                                                    | 11 فبراير                   | Victory of the الثورة الإسلامية الإيرانية in 1979 |
| العراق                                                   | 3 أكتوبر                    | Independence from the United Kingdom in 1932 |
| جمهورية أيرلندا                                          | 17 مارس                     | يوم القديس باتريك, the قديس شفيع of Ireland |
| جزيرة مان (British Islands)                              | 5 يوليو                     | Tynwald Day, annual meeting of the تاينوالد (parliament) |
| إسرائيل                                                  | 5 Iyar                      | يوم الاستقلال, proclamation of independence from the الانتداب البريطاني على فلسطين in 1948 (date varies according to Jewish calendar at 5 أيار. In 2018, it was celebrated from sunset of 19 أبريل to nightfall on 20 أبريل; in 2019 it will be from sunset on 8 مايو to nightfall on 9 مايو) |
| إيطاليا                                                  | 25 أبريل                    | Partisans liberate Genoa, Milan, and Turin from German troops in 1945 |
| إيطاليا                                                  | 2 يونيو                     | يوم الجمهورية الإيطالية, Italy is made a republic in 1946 |
| جامايكا                                                  | 1st Monday in أغسطس         | Independence from the United Kingdom in 1962 |
| اليابان                                                  | 11 فبراير                   | يوم التأسيس الوطني، الإمبراطور جينمو, the first emperor, is crowned in 660 BC |
| اليابان                                                  | 23 فبراير                   | عيد ميلاد إمبراطور اليابان in 1960 |
| جيرزي (British Islands)                                  | 9 مايو                      | Liberation Day, the end of the الاحتلال الألماني لجزر القنال الإنجليزي in 1945 |
| الأردن                                                   | 25 مايو                     | Independence from the United Kingdom in 1946 |
| كازاخستان                                                | 30 أغسطس                    | Constitution Day, approval of the constitution in 1995 |
| كازاخستان                                                | 16–17 ديسمبر                | Kazakhstan Independence Day, independence from the Soviet Union in 1991 |
| كينيا                                                    | 12 ديسمبر                   | Independence from the United Kingdom in 1963; (Jamhuri Day), made a republic in 1964 |
| كيريباتي                                                 | 12 يوليو                    | Independence from the United Kingdom in 1979 |
| كوسوفو NATO                                              | 17 فبراير                   | Independence Day, 2008 |
| Kurdistan (العراق)                                       | 21 مارس                     | نوروز, Persian New Year, celebrated on the spring equinox |
| الكويت                                                   | 25 فبراير                   | National Day, anniversary of the 1950 coronation of عبد الله السالم الصباح, who won Kuwait's independence from the الإمبراطورية البريطانية eleven years later |
| الكويت                                                   | 26 فبراير                   | يوم التحرير |
| قرغيزستان                                                | 31 أغسطس                    | Independence Day, declaration of independence from the Soviet Union in 1991 |
| لاوس                                                     | 2 ديسمبر                    | National Day, declaration of the People's Republic in 1975 |
| لاتفيا                                                   | 18 نوفمبر                   | Proclamation Day of the Republic of Latvia, independence from the الإمبراطورية الروسية in 1918 |
| لبنان                                                    | 25 مايو                     | يوم المقاومة والتحرير من الاحتلال الإسرائيلي عام 2000 بعد 22 عامًا من الاحتلال (ذكرى تحرير الجنوب) |
| لبنان                                                    | 22 نوفمبر                   | عيد الاستقلال اللبناني، استقلال لبنان عن فرنسا في 1943 بعد كفاح سياسي ضد الانتداب الفرنسي |
| ليسوتو                                                   | 4 أكتوبر                    | Independence from the United Kingdom in 1966 |
| ليبيريا                                                  | 26 يوليو                    | Proclamation of the Republic: independence from the الولايات المتحدة in 1847 |
| ليبيا                                                    | 17 فبراير                   | Start of the الحرب الأهلية الليبية |
| ليختنشتاين                                               | 15 أغسطس                    | انتقال العذراء and birth of فرانز جوزيف الثاني أمير ليختنشتاين in 1906 |
| ليتوانيا                                                 | 16 فبراير                   | مرسوم استقلال ليتوانيا, declaration of independence from the الإمبراطورية الروسية and القيصرية الألمانيةs in 1918 |
| ليتوانيا                                                 | 6 يوليو                     | Statehood Day ‏, establishment of the medieval Lithuanian kingdom by ميندوغاس in 1253. |
| لوكسمبورغ                                                | 23 يونيو                    | Grand Duke's Official Birthday |
| ماكاو (الصين)                                            | 20 ديسمبر                   | انتقال السيادة على ماكاو in 1999 |
| مدغشقر                                                   | 26 يونيو                    | Independence from France in 1960 |
| Madeira (البرتغال)                                       | 1 يوليو                     | Madeira Day, day of autonomy within البرتغال in 1976 |
| مالاوي                                                   | 6 يوليو                     | Independence from the United Kingdom in 1964; declaration of the Republic in 1966 |
| ماليزيا                                                  | 31 أغسطس                    | Hari Merdeka, independence from the United Kingdom (as Malaya) in 1957. Also known as Hari Kebangsaan (National Day) in Malay. |
| ماليزيا                                                  | 16 سبتمبر                   | يوم ماليزيا, merger of Federation of Malaya, North Borneo, Sarawak and Singapore to form Malaysia, accompanied by the change of name of the former, in 1963. |
| جزر المالديف                                             | 26 يوليو                    | Independence from the الإمبراطورية البريطانية in 1965 |
| مالي                                                     | 22 سبتمبر                   | Independence from the اتحاد مالي in 1960 |
| مالطا                                                    | 31 مارس                     | يوم الحرية, withdrawal of British troops from Malta in 1979 |
| مالطا                                                    | 7 يونيو                     | Sette Giugno, bread riot of 1919 in which 4 Maltese men died |
| مالطا                                                    | 8 سبتمبر                    | Victory Day ‏, celebrating the victory of the Knights of St. John over the Ottoman Empire in the حصار مالطا in 1565, the end of the French occupation in 1800, and the surrender of Italy to the Allies in 1943                                                                                |
| مالطا                                                    | 21 سبتمبر                   | Independence Day ‏, independence from the United Kingdom in 1964 |
| مالطا                                                    | 13 ديسمبر                   | Republic Day, adoption of the republican constitution of 1974 |
| جزر مارشال                                               | 1 مايو                      | يوم الدستور, adoption of the ميثاق الارتباط الحر in 1979 |
| مارتينيك (فرنسا)                                         | 22 مايو                     | التحرير من العبودية day |
| موريتانيا                                                | 28 نوفمبر                   | Independence from France in 1960 |
| موريشيوس                                                 | 12 مارس                     | Independence from the United Kingdom in 1968; formation of the Republic in 1992 |
| Mayotte (فرنسا)                                          | 27 أبريل                    | التحرير من العبودية day |
| المكسيك                                                  | 16 سبتمبر                   | Grito de Dolores ‏, beginning of the War of Independence from Spain in 1810 |
| ولايات ميكرونيسيا المتحدة                                | 3 نوفمبر                    | Independence from the US-administered إقليم الوصاية لجزر المحيط الهادئ ‏ in 1979 |
| قالب:بيانات بلد Minas Gerais (البرازيل)                  | 21 أبريل                    | Hanging of تيرادينتيس in 1792 |
| قالب:بيانات بلد Minas Gerais (البرازيل)                  | 16 يوليو                    | Elevation of the village of Mariana to the condition of city. |
| مولدوفا                                                  | 27 أغسطس                    | يوم الإستقلال ‏, declaration of independence ‏ from the الاتحاد السوفيتي in 1991 |
| موناكو                                                   | 19 نوفمبر                   | Accession of ألبير الثاني to the throne in 2005 |
| منغوليا                                                  | 11 يوليو                    | ألعاب مغولية, establishment of independence from الصين and روسيا in 1921 |
| منغوليا                                                  | 26 نوفمبر                   | National Foundation Day, adoption of the Constitution of the الجمهورية الشعبية المنغولية in 1924 |
| الجبل الأسود                                             | 21 مايو                     | Independence from صربيا والجبل الأسود in 2006 |
| الجبل الأسود                                             | 13 يوليو                    | recognised as independent at the مؤتمر برلين in 1878 |
| مونتسرات (المملكة المتحدة)                               | 2nd Saturday in يونيو       | |
| المغرب                                                   | 18 نوفمبر                   | Accession of محمد الخامس بن يوسف to the throne in 1927 |
| موزمبيق                                                  | 25 يونيو                    | Independence from Portugal in 1975 |
| ميانمار                                                  | 4 يناير                     | Independence from the British Empire in 1948 |
| ناميبيا                                                  | 21 مارس                     | Independence from جنوب أفريقيا in 1990 |
| ناورو                                                    | 31 يناير                    | Independence from the Australia, NZ, and UK-administered UN trusteeship 1968 |
| نيبال                                                    | 25 سبتمبر                   | Unification of Nepal was done by بريتفي نارايان شاه in 1768. |
| Kingdom of the Netherlands                               | 15 ديسمبر                   | Kingdom day ‏, signing of the ميثاق مملكة الأراضي المنخفضة 1954 |
| Kingdom of the Netherlands                               | 27 أبريل                    | يوم الملك، فيليم ألكساندر's birthday in 1967 |
| Kingdom of the Netherlands                               | 5 مايو                      | يوم التحرير, end of ألمانيا النازية occupation in 1945 |
| نيوزيلندا                                                | 6 فبراير                    | Waitangi Day, signing of the معاهدة وايتانغي in 1840 |
| نيكاراجوا                                                | 15 سبتمبر                   | Independence from the إسبانيا in 1821 |
| النيجر                                                   | 18 ديسمبر                   | Republic Day ‏, made an autonomous state within the French Community in 1958 |
| نيجيريا                                                  | 29 مايو                     | عيد الديمقراطية, return to democratic rule in 1999 |
| نيجيريا                                                  | 1 أكتوبر                    | Independence from the United Kingdom in 1960; formation of the Republic in 1963 |
| نييوي                                                    | 19 أكتوبر                   | Self-government in free association with نيوزيلندا in 1974 |
| Norfolk Island (أستراليا)                                | 8 يونيو                     | Beginning of permanent settlement of the island by migrants from the جزر بيتكيرن in 1856 |
| كوريا الشمالية                                           | 9 سبتمبر                    | Day of the Foundation of the Republic ‏ in 1948 |
| كوريا الشمالية                                           | 10 أكتوبر                   | Party Foundation Day in 1945 |
| مقدونيا الشمالية                                         | 2 أغسطس                     | Republic Day ‏, proclaimation of statehood in 1944 and proclamation of Kruševo Republic in 1903 during the انتفاضة إيليندن–بريوبراجينيه |
| مقدونيا الشمالية                                         | 8 سبتمبر                    | Independence Day (Den na nezavisnosta), declaration of independence from جمهورية يوغوسلافيا الاشتراكية الاتحادية in 1991 |
| أيرلندا الشمالية (المملكة المتحدة)                       | 17 مارس                     | يوم القديس باتريك؛ a public holiday sometimes associated with حركة قومية أيرلندية |
| أيرلندا الشمالية (المملكة المتحدة)                       | 12 يوليو                    | "The Twelfth" commemorates the معركة بوين in 1690; a public holiday associated with الاتحادية في أيرلندا |
| جزر ماريانا الشمالية (الولايات المتحدة)                  | 8 يناير                     | Commonwealth Day, the constitutional government takes office in 1978 |
| النرويج                                                  | 17 مايو                     | يوم الدستور النرويجي, the signing of the first دستور النرويج in أيدسفول 1814 |
| سلطنة عمان                                               | 18 نوفمبر                   | Birthday of قائمة سلاطين عمان قابوس بن سعيد in 1940 |
| باكستان                                                  | 23 مارس                     | Pakistan Day, the قرار لاهور passed in لاهور in 1940 |
| باكستان                                                  | 14 أغسطس                    | يوم الاستقلال, independence from the الإمبراطورية البريطانية in 1947 |
| بالاو                                                    | 9 يوليو                     | يوم الدستور, adoption of the Constitution in 1980 |
| فلسطين                                                   | 15 نوفمبر                   | إعلان الاستقلال الفلسطيني in 1988 |
| بنما                                                     | 3 نوفمبر                    | Separation Day, انفصال بنما عن كولومبيا from كولومبيا in 1903 |
| بابوا غينيا الجديدة                                      | 16 سبتمبر                   | Independence from Australia in 1975 |
| باراغواي                                                 | 14 مايو                     | Independence Day (Día de Independencia), declaration of independence ‏ from Spain in 1811 |
| بيرو                                                     | 28 يوليو                    | Declaration of independence from Spain in 1821 |
| الفلبين                                                  | 12 يونيو                    | عيد الإستقلال، إعلان استقلال الفلبين from Spain in 1898 |
| جزر بيتكيرن (المملكة المتحدة)                            | 2nd Saturday in يونيو       | |
| بولندا                                                   | 3 مايو                      | Święto Konstytucji (Constitution Day), adoption of the Constitution of 1791 |
| بولندا                                                   | 11 نوفمبر                   | Święto Niepodległości (عيد الإستقلال الوطني), restoration of independence from الإمبراطورية النمساوية المجرية، القيصرية الألمانية, and الإمبراطورية الروسية in 1918 |
| البرتغال                                                 | 10 يونيو                    | يوم البرتغال ‏, officially the Day of Portugal, Camões, and the Portuguese Communities, death of national poet لويس دي كامويس in 1580 |
| بورتوريكو (الولايات المتحدة)                             | 25 يوليو                    | يوم الدستور, establishment of Commonwealth of Puerto Rico in 1952; formerly Invasion Day, day of the الولايات المتحدة invasion in 1898 |
| قطر                                                      | 18 ديسمبر                   | اليوم الوطني لقطر, the assumption of power by Emir جاسم بن محمد آل ثاني in 1878 |
| Québec (كندا)                                            | 24 يونيو                    | Saint-Jean-Baptiste Day, feast day of يوحنا المعمدان, the قديس شفيع of French Canadians |
| رومانيا                                                  | 24 يناير                    | Unification of the الممالك المتحدة, the foundation of modern Romania in 1859 |
| رومانيا                                                  | 1 ديسمبر                    | Great Union Day, unification with يوم الوحدة in 1918 |
| روسيا                                                    | 12 يونيو                    | يوم روسيا، Declaration of State Sovereignty ‏ in 1990 |
| رواندا                                                   | 1 يوليو                     | Independence from Belgium in 1962 |
| Réunion (فرنسا)                                          | 20 ديسمبر                   | التحرير من العبودية day |
| Saba (مملكة هولندا)                                      | 3 ديسمبر                    | |
| سانت هيلانة (المملكة المتحدة)                            | 2nd Saturday in يونيو       | |
| سانت كيتس ونيفيس                                         | 19 سبتمبر                   | Independence from the United Kingdom in 1983 |
| سانت لوسيا                                               | 13 ديسمبر                   | يوم القديسة لوسي, after whom the island was named |
| سانت لوسيا                                               | 22 فبراير                   | Independence Day, independence from the United Kingdom in 1979 |
| سانت فينسنت والغرينادين                                  | 27 أكتوبر                   | Independence Day, independence from the United Kingdom in 1979 |
| ساموا                                                    | 1 يونيو                     | عيد الاستقلال, independence from نيوزيلندا in 1962 |
| سان مارينو                                               | 3 سبتمبر                    | Independence from the الإمبراطورية الرومانية in year 301 (traditional date) |
| Sardinia (إيطاليا)                                       | 28 أبريل                    | Sardinian revolution and expulsion of Piedmontese Viceroy and Sardinian-Piedmontese officials from Cagliari, capital and largest city of Sardinia |
| قالب:بيانات بلد São Paulo (البرازيل)                     | 9 يوليو                     | Constitutionalist Revolt ‏ against Vargas Regime in 1932 |
| سارك (British Islands)                                   | 9 مايو                      | Liberation Day, the end of the الاحتلال الألماني لجزر القنال الإنجليزي in 1945 |
| السعودية                                                 | 23 سبتمبر                   | اليوم الوطني للمملكة العربية السعودية, renaming of the مملكة الحجاز ونجد وملحقاتها to the Kingdom of Saudi Arabia in 1932 |
| السعودية                                                 | 22 فبراير                   | يوم التأسيس السعودي, renaming of the مملكة الحجاز ونجد وملحقاتها to the Kingdom of Saudi Arabia in 1932 |
| اسكتلندا (المملكة المتحدة)                               | 30 نوفمبر                   | يوم القديس أندراوس, patron saint of Scotland |
| السنغال                                                  | 4 أبريل                     | Independence from France in 1960 |
| صربيا                                                    | 15 فبراير                   | اليوم الوطني لصربيا ‏, the beginning of the الثورة الصربية against الدولة العثمانية rule in 1804; adoption of the first constitution in 1835 |
| سيشل                                                     | 18 يونيو                    | National Day, adoption of a multi-party democratic constitution in 1993 |
| سيراليون                                                 | 27 أبريل                    | Republic Day, independence from the United Kingdom in 1961 |
| سنغافورة                                                 | 9 أغسطس                     | National Day ‏, independence from ماليزيا in 1965 |
| سينت مارتن (مملكة هولندا)                                | 11 نوفمبر                   | Sint Maarten's Day |
| سلوفاكيا                                                 | 1 يناير                     | Independence Day, independence from تشيكوسلوفاكيا in 1993 |
| سلوفاكيا                                                 | 29 أغسطس                    | الانتفاضة الوطنية السلوفاكية Day, start of a Slovak uprising against ألمانيا النازية in 1944 |
| سلوفاكيا                                                 | 1 سبتمبر                    | Constitution Day, adoption of the Constitution in 1992 |
| سلوفينيا                                                 | 25 يونيو                    | Statehood Day ‏, declaration of independence from Yugoslavia in 1991 |
| سلوفينيا                                                 | 25 أكتوبر                   | Sovereignty Day ‏, withdrawal of the last soldier of the جيش يوغوسلافيا الشعبي from the Slovenian territory in 1991 |
| سلوفينيا                                                 | 26 ديسمبر                   | Independence and Unity Day ‏, declaration of the results of the Slovenian independence referendum in 1990 |
| جزر سليمان                                               | 7 يوليو                     | Independence Day, independence from the United Kingdom in 1978 |
| الصومال                                                  | 1 يوليو                     | Independence from Italy and unification with Somaliland in 1960 |
| جنوب أفريقيا                                             | 27 أبريل                    | يوم الحرية, first democratic الانتخابات العامة في جنوب أفريقيا 1994 in 1994 |
| جورجيا الجنوبية وجزر ساندويتش الجنوبية (المملكة المتحدة) | 2nd Saturday in يونيو       | احتلال جزر فوكلاند at the end of the حرب الفوكلاند in 1982 |
| كوريا الجنوبية                                           | 1 مارس                      | Declaration of independence ‏ from the إمبراطورية اليابان in 1919 |
| كوريا الجنوبية                                           | 15 أغسطس                    | Liberation from Japanese rule in 1945 (Gwangbokjeol); declaration of the Republic in 1948 |
| كوريا الجنوبية                                           | 3 أكتوبر                    | Gaecheonjeol، غوجوسون founded in 2333 BC |
| جنوب السودان                                             | 9 يوليو                     | Independence Day, independence from Sudan in 2011 |
| إسبانيا                                                  | 12 أكتوبر                   | العيد الوطني في إسبانيا, Columbus discovery of America in 1492 |
| سريلانكا                                                 | 4 فبراير                    | يوم الإستقلال ‏, independence from the United Kingdom in 1948 under the name of سريلانكا |
| Republika Srpska (البوسنة والهرسك)                       | 9 يناير                     | Proclamation of the Republic, independent of Bosnia and Herzegovina and part of Yugoslavia, in 1992 |
| السودان                                                  | 1 يناير                     | حصول السودان على الاستقلال من الحكم الثنائي البريطاني-المصري عام 1956 (ملحوظة: أنهت مصر سيطرتها على السودان رسمياً عام 1952 (قبل الاستقلال) ) |
| سورينام                                                  | 25 نوفمبر                   | Independence Day, independence from the هولندا in 1975 |
| السويد                                                   | 6 يونيو                     | اليوم الوطني السويدي: election of غوستاف الأول as King of السويد in 1523; adoption of the constitutions of 1809 and 1974 |
| سويسرا                                                   | 1 أغسطس                     | National Day ‏, alliance between Uri, Schwyz and Unterwalden against the الإمبراطورية الرومانية المقدسة in 1291 |
| سوريا                                                    | 17 أبريل                    | عيد الجلاء, end of French colonial rule in 1946 |
| ساو تومي وبرينسيب                                        | 12 يوليو                    | Independence from Portugal in 1975 |
| طاجيكستان                                                | 9 سبتمبر                    | Independence Day, declaration of independence from the الاتحاد السوفيتي in 1991 |
| تنزانيا                                                  | 9 ديسمبر                    | Independence Day, independence from the المملكة المتحدة in 1961 |
| Tatarstan (روسيا)                                        | 30 أغسطس                    | Declaration of independence from the جمهورية روسيا الاتحادية الاشتراكية السوفيتية in 1990 |
| Texas (الولايات المتحدة)                                 | 2 مارس                      | Independence Day, إعلان استقلال تكساس from المكسيك in 1836. |
| تايلاند                                                  | 5 ديسمبر                    | Birthday of Late King بوميبول أدولياديج in 1927 |
| توغو                                                     | 27 أبريل                    | Independence from the فرنسا-administered وصاية دولية in 1960 |
| تونغا                                                    | 4 يونيو                     | يوم التحرر abolition of serfdom 1862; independence from the United Kingdom 1970 |
| تونغا                                                    | 4 نوفمبر                    | National Day [formerly Constitution Day] 1875 |
| ترانسنيستريا                                             | 2 سبتمبر                    | Independence Day, declaration of independence from مولدوفا in 1990 |
| ترينيداد وتوباغو                                         | 31 أغسطس                    | Independence Day, independence from the United Kingdom in 1962 |
| تريستان دا كونا (المملكة المتحدة)                        | 2nd Saturday in يونيو       | |
| تونس                                                     | 20 مارس                     | Declaration of independence from France in 1956 |
| تركيا                                                    | 29 أكتوبر                   | Republic Day (Cumhuriyet Bayramı), adoption of a republican constitution in 1923 |
| تركمانستان                                               | 27 أكتوبر                   | Independence Day ‏, declaration of independence from the الاتحاد السوفيتي in 1991 |
| جزر توركس وكايكوس (المملكة المتحدة)                      | 30 أغسطس                    | Constitution Day, adoption of a constitution in 1976 |
| توفالو                                                   | 1 أكتوبر                    | Independence Day, independence from the Gilbert Islands (كيريباتي) in 1975 and from the United Kingdom in 1978 |
| أوغندا                                                   | 9 أكتوبر                    | Independence from the United Kingdom in 1962 |
| أوكرانيا                                                 | 24 أغسطس                    | Independence from the الاتحاد السوفيتي in 1991. See يوم الاستقلال |
| الإمارات العربية المتحدة                                 | 2 ديسمبر                    | يوم استقلال الإمارات العربية المتحدة, formation of the federation of seven emirates on independence from the United Kingdom in 1971 |
| المملكة المتحدة                                          | 2nd Saturday in يونيو       | Does not have a recognized national day (see proposed British national day), although the عيد ميلاد الملكة الرسمي (which is declared annually, usually falling on the second Saturday in يونيو) is sometimes considered as such, for example, in British diplomatic institutions overseas     |
| الولايات المتحدة                                         | 4 يوليو                     | يوم الاستقلال, declaration of independence from the مملكة بريطانيا العظمى in 1776 |
| جزر العذراء الأمريكية (الولايات المتحدة)                 | 31 مارس                     | يوم الانتقال, transfer of the islands from Denmark to the United States in 1917 |
| أوروغواي                                                 | 25 أغسطس                    | Día de la Independencia (Independence Day), declaration of independence ‏ from Brazil in 1825 |
| أوزبكستان                                                | 1 سبتمبر                    | Independence Day ‏, declaration of independence from the الاتحاد السوفيتي in 1991 |
| فانواتو                                                  | 30 يوليو                    | Independence Day, independence from the United Kingdom and France in 1980 |
| الفاتيكان                                                | 11 فبراير                   | Foundation of Vatican City, signing of the اتفاقية لاتران in 1929 |
| فنزويلا                                                  | 5 يوليو                     | Independence Day, إعلان الاستقلال الفنزويلي from Spain in 1811 |
| فيتنام                                                   | 2 سبتمبر                    | National Day, declaration of independence from France and Japan in 1945 |
| ويلز (المملكة المتحدة)                                   | 1 مارس                      | St. David's Day, feast day of patron saint of Wales |
| Wallonia (بلجيكا)                                        | third Sunday of سبتمبر      | Day of the Walloon Region |
| اليمن                                                    | 22 مايو                     | اليوم الوطني للجمهورية اليمنية، الجمهورية العربية اليمنية and جمهورية اليمن الديمقراطية الشعبية are unified as the اليمن in 1990 |
| زامبيا                                                   | 24 أكتوبر                   | Independence Day, declaration of independence from the United Kingdom in 1964 |
| زيمبابوي                                                 | 18 أبريل                    | Declaration of independence from the United Kingdom 1980; it had previously declared independence as رودسيا in 1965 |